# Contromossa
Contromossa, mensile edito dall'Arci, fu la continuazione di Arci Dama Scacchi anche se con veste grafica completamente rinnovata. Alle pagine di scacchi e quelle dama fu data una numerazione diversa così che potessero essere facilmente separate. 
La rivista cessò le pubblicazioni nel 1986.